# 光明院 (越谷市)
光明院（こうみょういん）は、埼玉県越谷市にある真言宗豊山派の寺院。

## 歴史
創建年代は不明である。当初は草庵であったが、1556年（弘治2年）に栄善によって寺院として再興された。
現在の本堂は江戸時代中期に建てられた。1968年（昭和43年）に屋根を銅板に葺き替えている。平成期にも山門など各種建物を整備している。

## 交通アクセス
- 南越谷駅・新越谷駅より徒歩26分。